# Роз-Крик (город, Миннесота)
Роз-Крик (англ. Rose Creek) — город в округе Моуэр, штат Миннесота, США. На площади 1,2 км² (1,2 км² — суша, водоёмов нет), согласно переписи 2002 года, проживают 354 человека. Плотность населения составляет 298,6 чел./км².
- Телефонный код города — 507
- Почтовый индекс — 55970
- FIPS-код города — 27-55600[1]
- GNIS-идентификатор — 0650259[2]

Роз-Крик в искусстве:
Фильм Великолепная семерка